# XBiz
Xbiz (marknadsfört som XBIZ) är en amerikansk nyhetsförmedlare för sexbranschen. Dessutom ger XBiz ut två månadsmagasin, XBiz World och XBiz Premiere.
Man är värd för två årliga konferenser – XBiz Summer Forum och XBiz LA Conference. Den senare konferensen kulminerar med XBiz Awards, en gala där priser också delas ut i en rad olika kategorier. Prisgalan är den nästa största i dern pornografiska branschen, endast mindre viktig än den Las Vegas-baserade AVN Awards-galan. Utöver detta delar man även ut XBiz Europa Awards, för den europeiska delen av porrbranschen.